# Elektronischer Aufenthaltstitel

Muster des elektronischen Aufenthaltstitels als Aufenthaltserlaubnis für Beschäftigungszwecke (Vorder- und Rückseite) ab 19. Dezember 2021

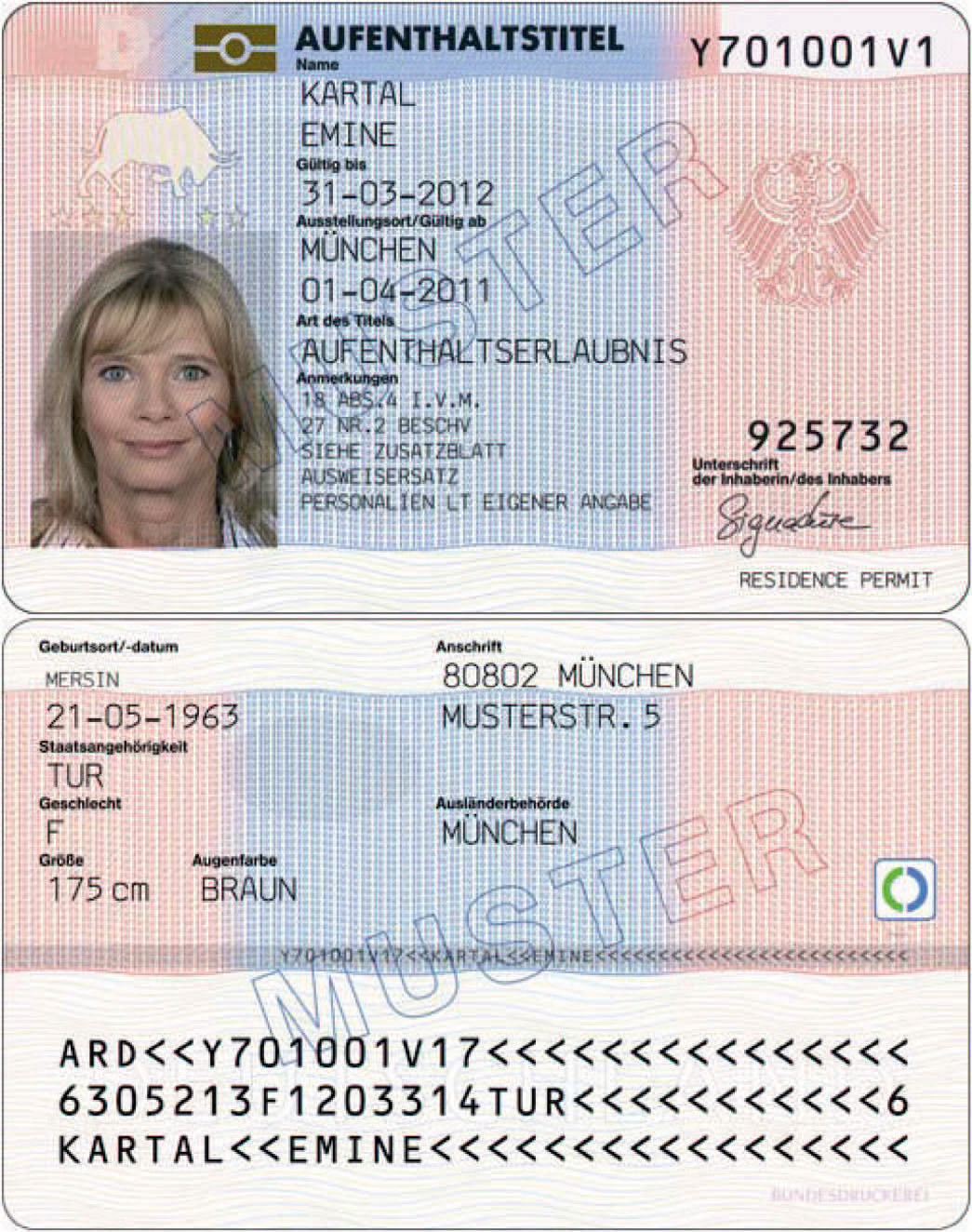
Elektronischer Aufenthaltstitel ab 2011 bis ca. 2019

Der elektronische Aufenthaltstitel (eAT), im Gesetz ausschließlich als Dokument mit elektronischem Speicher- und Verarbeitungsmedium, in der Aufenthaltsverordnung seit 1. November 2023 als Dokument mit Chip (nach § 78 des Aufenthaltsgesetzes) bezeichnet, ist eine Kunststoffkarte aus Polycarbonat (PC) im Scheckkartenformat, mit der ein Ausländer in Deutschland und der übrigen Europäischen Union sein Aufenthaltsrecht nachweist. Der elektronische Aufenthaltstitel wird seit dem 1. September 2011 ausgestellt, ersetzt das in den Nationalpass eingeklebte Etikett und ähnelt in Aussehen und Funktion dem deutschen Personalausweis.

## Rechtsgrundlage
Europarechtlich beruht der elektronische Aufenthaltstitel auf der Verordnung (EG) Nr. 1030/2002 in der Fassung von 2017. Die erste Serie mit Mustern des elektronischen Aufenthaltstitels wurde in Deutschland durch Änderungen des Aufenthaltsgesetzes und der Aufenthaltsverordnung eingeführt. Die zweite Musterserie des elektronischen Aufenthaltstitels, auf der die derzeit ausgegebenen Karten beruhen, wurde in Deutschland durch die Verordnung zur Anpassung von aufenthalts- und personalausweisrechtlichen Vorschriften vom 13. Dezember 2019 eingeführt. Weitere Ergänzungen erfolgten durch die Achtzehnte Verordnung zur Änderung der Aufenthaltsverordnung (18. AufenthVÄndV) vom 26. November 2020. und durch die Verordnung zu automatisierten Datenabrufen aus den Pass- und Personalausweisregistern sowie zur Änderung der Passverordnung, der Personalausweisverordnung und der Aufenthaltsverordnung vom 20. August 2021.

## Aussehen und Inhalt
Der elektronische Aufenthaltstitel hat die Form einer Scheckkarte und enthält neben den lesbaren Daten wie Name, Geburtsdatum, Geburtsort, Art des Aufenthaltstitels (Aufenthaltserlaubnis, Niederlassungserlaubnis etc.) und dessen Rechtsgrundlage, Staatsangehörigkeit, Geschlecht, Größe und Augenfarbe, Wohnanschrift in Deutschland, Unterschrift des Inhabers, Seriennummer und Gültigkeitsdauer des zugehörigen Passes oder Passersatzpapiers sowie einem Lichtbild (§ 78 Abs. 1 AufenthG) auch eine automatische Lesezone mit den meisten der sichtbaren Angaben (§ 78 Abs. 2 AufenthG). Die Karte enthält ein Speicher- und Verarbeitungsmedium in Form eines integrierten Schaltkreises mit kontaktloser Schnittstelle, in dem biometrische Merkmale (zwei Fingerabdrücke und ein Gesichtsbild) gespeichert sind (§ 78 Abs. 3 AufenthG).

## Betroffener Personenkreis

### Persönlicher Anwendungsbereich

Optional erhältlicher elektronischer Aufenthaltstitel als Aufenthaltserlaubnis-CH für Schweizer Staatsbürger (Vorder- und Rückseite)

Einen elektronischen Aufenthaltstitel muss grundsätzlich jeder besitzen, der nicht Deutscher i. S. d. Art. 116 GG ist. Ausgenommen sind nur Unionsbürger und Staatsangehörige der sonstigen EWR-Staaten (Island, Liechtenstein und Norwegen); dieser Personenkreis konnte bis zum 28. Januar 2013 eine Freizügigkeitsbescheinigung in Papierform erhalten. Inzwischen benötigt dieser Personenkreis überhaupt kein Aufenthaltsdokument mehr. Soll der elektronische Identitätsnachweis in Deutschland genutzt werden, können EWR-Bürger – je nach nationalem Personalausweisrecht – einen Personalausweis mit elektronischem Identitätsnachweis bei den Behörden ihres jeweiligen Herkunftslandes erhalten. Umgekehrt erhalten Deutsche mit Wohnsitz im Ausland einen deutschen Personalausweis mit elektronischem Identitätsnachweis bei ihrer jeweiligen deutschen Auslandsvertretung (§ 1 Abs. 4 Nr. 2, § 7 Abs. 2, § 8 Abs. 2 PAuswG).
Freizügigkeitsberechtigte Familienangehörige von Unionsbürgern, die Drittstaatsangehörige sind, benötigen stets einen elektronischen Aufenthaltstitel, der in Form der Aufenthaltskarte oder Daueraufenthaltskarte erteilt wird.
Türkische Staatsangehörige benötigen ebenfalls einen elektronischen Aufenthaltstitel. Dies gilt auch, soweit sie bereits die eingeschränkte Freizügigkeit nach dem ARB 1/80 besitzen, denn insoweit wird ihr Aufenthaltsrecht in Deutschland nach wie vor in einer Aufenthaltserlaubnis bescheinigt, obwohl diese nur deklaratorische Bedeutung hat.
Schweizer Staatsbürger haben die Wahl, ob sie sich die Aufenthaltserlaubnis-CH in Form des elektronischen Aufenthaltstitels oder – wie bisher – in Papierform ausstellen lassen (§ 28 AufenthV).
Soweit ein elektronischer Aufenthaltstitel beantragt werden muss, benötigen ihn auch Kinder, die bislang im Pass eines Elternteils eingetragen werden konnten. Ab Vollendung des sechsten Lebensjahres müssen sie ebenfalls biometrische Daten (Fingerabdrücke) abgeben (§ 78 Abs. 3 Satz 3 AufenthG). Eine eigenhändige Unterschrift ist ab dem zehnten Lebensjahr zu leisten (§ 78 Abs. 1 Satz 5 AufenthG).

### Sachlicher Anwendungsbereich
Der elektronische Aufenthaltstitel dient dazu, die in Deutschland für einen Daueraufenthalt erteilten Aufenthaltstitel gemäß § 4 Abs. 1 Satz 2 AufenthG zu dokumentieren, das sind:
- die Aufenthaltserlaubnis,
- die Blaue Karte EU,
- die Erlaubnis zum Daueraufenthalt-EU,
- die Niederlassungserlaubnis.

Auch Aufenthaltsdokumente, die das europarechtliche Freizügigkeitsrecht von EWR-Bürgern, Schweizern und ihren Familienangehörigen nachweisen, werden in Deutschland teilweise in Form des elektronischen Aufenthaltstitels ausgestellt. Das sind
- die Aufenthaltserlaubnis-CH
- die Aufenthaltskarte,
- die Daueraufenthaltskarte,

Im Falle eines Kurzaufenthalts von bis zu 90 Tagen je Zeitraum von 180 Tagen wird kein elektronischer Aufenthaltstitel ausgestellt. Der Betroffene enthält entweder ein Visum nach der Verordnung (EU) 2018/1806 (EU-Visum-Verordnung) als Aufkleber in seinen Nationalpass oder ist vom Erfordernis des Besitzes eines Visums nach der EU-Visum-Verordnung befreit.
Bei bestimmten kürzeren oder längeren Aufenthalten entfällt die Verpflichtung zum Besitz eines elektronischen Aufenthaltstitels dann, wenn der Ausländer aufgrund seines Aufenthaltszwecks keinen Aufenthaltstitel benötigt, z. B. bei Diplomaten, Grenzgängern, Schülern auf Schülersammellisten, zivilem Flugpersonal, Seeleuten und in der Binnenschifffahrt tätigen Personen (zu den Einzelheiten siehe z. B. die §§ 18 bis 30 AufenthV).
Ebenfalls keinen elektronischen Aufenthaltstitel erhalten Personen ohne gesichertes Aufenthaltsrecht. Das sind ausreisepflichtige Personen, deren Abschiebung ausgesetzt ist und die deshalb im Besitz einer Duldung sind, und Personen, deren Aufenthaltserlaubnisantrag gerade geprüft wird und die in dieser Phase eine Fiktionsbescheinigung bekommen (beides in § 78a Abs. 5 AufenthG geregelt). Asylbewerber, deren Asylantrag sich in der Prüfung befindet, erhalten eine Aufenthaltsgestattung (§ 63 AsylG). Alle diese Dokumente werden weiterhin ausschließlich in Papierform, teilweise als Aufkleber, ausgegeben.

## Elektronischer Identitätsnachweis
Die Einbeziehung biometrischer Erkennungsmerkmale soll einen wichtigen Schritt darstellen, eine verlässlichere Verbindung zwischen dem Inhaber und dem Aufenthaltstitel zur Vermeidung einer missbräuchlichen Verwendung zu schaffen. Inhaber elektronischer Aufenthaltstitel haben die Möglichkeit, ihre Identität in der elektronischen Kommunikation – sowohl im E-Government als auch im E-Business – nachzuweisen.
Bereits in der Konzeptionsphase für den elektronischen Personalausweis wurde festgelegt, den elektronischen Aufenthaltstitel in technischer Hinsicht weitgehend identisch auszugestalten und insbesondere die Funktionalität eines elektronischen Identitätsnachweises auch für die Inhaber elektronischer Aufenthaltstitel vorzusehen (§ 78 Abs. 5 AufenthG). Die Nutzung des elektronischen Identitätsnachweises ist über den Besitz des elektronischen Aufenthaltstitels und das Wissen einer Geheimnummer zweifach abgesichert. Die Nutzung des Identitätsnachweises ist freiwillig. Die Funktion kann auf Verlangen des Karteninhabers jederzeit abgestellt werden sowie bei abhandengekommenen Karten gesperrt werden.
Der elektronische Identitätsnachweis kann nur bei zweifelsfrei nachgewiesener Identität freigeschaltet bzw. genutzt werden. Beruhen die Angaben zur Person und Identität lediglich auf den eigenen Angaben des Ausländers, kann regelmäßig nicht von einer zweifelsfrei nachgewiesenen Identität ausgegangen werden. In diesen Fällen wird die Funktion des elektronischen Identitätsnachweises durch die Ausländerbehörde ausgeschaltet.
Für EWR- und Unionsbürger, die weder Personalausweis noch eAT besitzen (müssen), wurde zur Online-Ausweisung 2021 eigens die eID-Karte eingeführt.

## Nebenbestimmungen

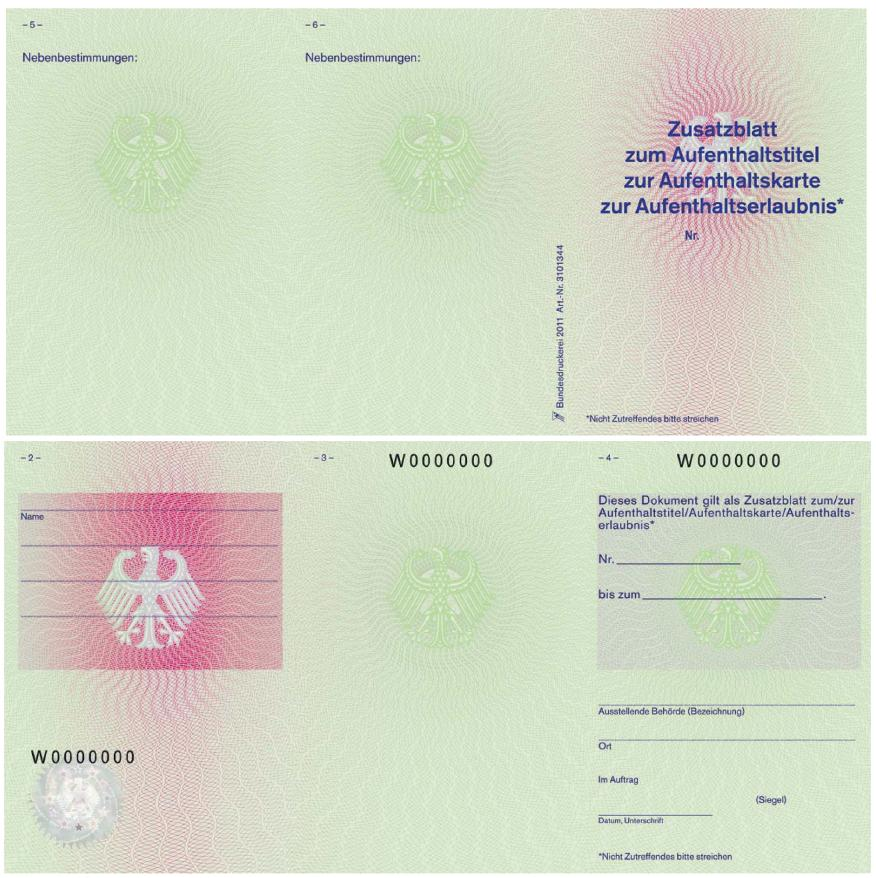
Muster des Zusatzblattes (Vorder- und Rückseite)

Die Nebenbestimmungen zur Erwerbstätigkeit, Beschäftigung oder weiteren Punkten werden sowohl auf ein Zusatzblatt aufgedruckt als auch im Speicher- und Verarbeitungsmedium des elektronischen Aufenthaltstitels gespeichert.

## Verfahren
Durch die Einführung des elektronischen Aufenthaltstitels haben sich die Arbeitsabläufe in den Ausländerbehörden grundlegend geändert. Mit der Beantragung des elektronischen Aufenthaltstitels werden die erforderlichen biometrischen Merkmale abgenommen. Bevor der elektronische Aufenthaltstitel ausgegeben wird, erhält der Betroffene per Post einen Brief des Herstellers (Bundesdruckerei) mit der Transport-PIN, dem persönlichen Entsperrschlüssel (Personal Unblocking Key = PUK) sowie einem Sperrkennwort. Die Transport-PIN muss vor dem erstmaligen Gebrauch in eine persönliche PIN geändert werden. Mit der Ausgabe des elektronischen Aufenthaltstitels wird ein Zusatzblatt mit den Nebenbestimmungen zur Aufenthaltserlaubnis ausgehändigt. In den Nationalpass des Ausländers werden – wie bisher bei EWR-Bürgern schon üblich – keine Eintragungen über das Aufenthaltsrecht mehr vorgenommen (keine Stempel, keine Aufkleber). Ungültige oder ungültig gewordene elektronische Aufenthaltstitel sind ebenso wie Personalausweise, die nach dem 31. Oktober 2010 ausgestellt worden sind – sogenannte neue Personalausweise (nPA) – von den Behörden einzuziehen und dürfen nicht entwertet an die Besitzer ausgehändigt werden. Der Grund dafür ist, dass durch Produktionstoleranzen nicht sichergestellt werden kann, dass das vermeintlich entwertete Ausweisdokument nicht doch noch einen funktionsfähigen Chip enthält.

## Änderungen der Wohnanschrift

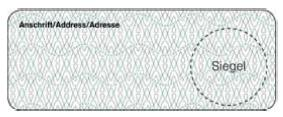
Muster eines Aufklebers zur Änderung der Wohnanschrift

Bei Wohnsitzwechseln soll es künftig möglich sein, sowohl die Eintragung auf der Karte als auch den Chip vom Einwohnermeldeamt der Gemeinde zusammen mit der melderechtlichen Erfassung ändern zu lassen (§ 78 Abs. 7 Satz 2 AufenthG). Hierzu gibt es – wie bei den Personalausweisen für Deutsche – besondere Aufkleber. Damit bliebe den Betroffenen in diesen Fällen der Gang zur Ausländerbehörde erspart. Die Entscheidung über die Nutzung dieser Option liegt bei den Ländern. Baden-Württemberg, Nordrhein-Westfalen und das Saarland haben hiervon Gebrauch gemacht.

## Kosten
Die Einführung einer Kunststoffkarte mit Speichermedium hat im Vergleich zu dem bisherigen Aufenthaltstitel als Klebeetikett zu einem deutlichen Anstieg der Herstellungskosten geführt. Die Produktionskosten, die an den Dokumentenhersteller abzuführen sind, belaufen sich auf 30,80 Euro, während das bisherige Klebeetikett lediglich 78 Cent kostete.
Die deutlich höheren Herstellungskosten werden an die Ausweisinhaber weitergegeben: Die Gebühr für die Erteilung einer Aufenthaltserlaubnis beläuft sich nunmehr auf 100 Euro (bisher: 50 bis 60 Euro, § 45 AufenthV) und für eine Niederlassungserlaubnis auf mindestens 113 Euro (bisher 85 Euro, § 44 AufenthV). Da Ausweise für freizügigkeitsberechtigte EU-Bürger und ihre Familienangehörigen aus europarechtlichen Gründen nicht mehr kosten dürfen als Ausweise für Inländer, beträgt die Gebühr für eine Aufenthaltskarte oder Daueraufenthaltskarte lediglich 37,00 Euro, bei Personen unter 24 Jahren 22,80 Euro (§ 47 Abs. 3 AufenthV). Das entspricht den Gebühren, die für einen deutschen Personalausweis erhoben werden (§ 1 PAuswGebV).
Außerdem gibt es eine Vielzahl von persönlichen Gebührenbefreiungs- und Gebührenermäßigungs-Tatbeständen für Asylberechtigte und anerkannte Flüchtlinge, Schweizer Bürger, Studenten und Arbeitssuchende (§ 52 und § 53 AufenthV). Die frühere Kostenbefreiung für Ehegatten und für ausländische Kinder von Deutschen wurde aus Kostengründen mit der Einführung des elektronischen Aufenthaltstitels aufgegeben.

## Aufenthaltstitel in Papierform
In besonderen Fällen können Aufenthaltstitel in der bisherigen Form (als Klebeetikett und/oder Papiervordruck) im ID-2-Format ausgestellt werden (§ 78a AufenthG). Ein besonderer Fall kann beispielsweise bei ausländischen Staatsangehörigen vorliegen, die aufgrund ihres Alters oder einer körperlichen Behinderung nicht mehr in der Lage sind, sich allein in der Öffentlichkeit zu bewegen. Ebenso kann sich bei Verlust des elektronischen Aufenthaltstitels die Notwendigkeit ergeben, zur Vermeidung einer außergewöhnlichen Härte kurzfristig einen Aufenthaltstitel in Vordruckform auszustellen. Eine solche Konstellation kann beispielsweise dann vorliegen, wenn die Neuausstellung des elektronischen Aufenthaltstitels zur Folge hätte, dass eine aus humanitären Gründen dringend notwendige Reise außerhalb des Schengen-Raums nicht oder nicht rechtzeitig angetreten werden könnte.
Entgegen der geltenden Rechtslage stellte die Berliner Ausländerbehörde Aufenthaltstitel bis zum 2. Februar 2020 grundsätzlich nur in Form eines Klebeetiketts aus. Zur Begründung wurde darauf hingewiesen, dass die Produktion eines eAT aufwändiger und teurer als ein Klebeetikett sei und die Ausstellung eines Aufenthaltstitels als eAT immer 50 Euro mehr als die Ausstellung als Klebeetikett koste. Nur für den Aufenthaltstitel Blaue Karte EU und in begründeten Ausnahmefällen wurde ein eAT ausgestellt.
Mit der Neufassung von § 78 a Abs. 1 Satz 1 AufenthG, die seit 1. November 2023 gilt, dürfen Aufenthaltstitel in Form eines Klebeetiketts nur noch eine Höchstgültigkeit von einem Monat aufweisen. Die Änderung beruht auf einer Rüge der EU-Kommission zur Praxis deutscher Ausländerbehörden, weiterhin Klebeetiketten auszustellen.

## Übergangsfristen
Die bisher in die Nationalpässe eingeklebten Aufenthaltserlaubnisse und sonst ausgestellte Ausweispapiere blieben zunächst weiter gültig. Mit dem Erfordernis einer Neuausstellung (beispielsweise bei Übertrag der Aufenthaltserlaubnis in einen neuen Nationalpass), spätestens jedoch am 30. August 2021 mussten die bisherigen Dokumente durch die neuen mit elektronischem Speicher- und Verarbeitungsmedium ersetzt sein. Unabhängig davon konnte bis dahin ein elektronischer Aufenthaltstitel beantragt werden, wenn der Betroffene ein berechtigtes Interesse an der Neuausstellung dargelegt hatte (§ 105b AufenthG).

## Kritik
Die Einführung des elektronischen Aufenthaltstitels ist nicht unumstritten. So wird beispielsweise kritisiert, dass die Abnahme der Fingerabdrücke von Kindern bereits ab dem 6. Lebensjahr diskriminierend und durch nichts zu begründen sei. Es sei auch nicht nachvollziehbar, warum die Betroffenen die Kosten einer ihnen aufgezwungenen fragwürdigen Neuerung tragen sollen. Die Kosten seien insgesamt zu hoch; ein elektronischer Aufenthaltstitel koste in Belgien lediglich zwischen 10 und 15 Euro. Das bisher in Deutschland verwendete Klebeetikett kostete in der Herstellung lediglich 78 Cent und es konnte in kurzer Zeit in den entsprechenden Pass eingeklebt werden. Die Herstellungskosten des elektronischen Aufenthaltstitels betragen hingegen knapp 30 Euro, der bürokratische Aufwand sei hoch, eine einmalige Vorsprache genüge nicht mehr, und bei Verlängerungen müssen alle Familienangehörigen stets persönlich vorsprechen.
In Bezug auf türkische Staatsangehörige sei die Kostensteigerung besonders problematisch. Infolge des Assoziationsrechts EU–Türkei, hier speziell Art. 13 ARB 1/80, darf es im Umgang mit türkischen Staatsangehörigen keine Verschlechterungen gegenüber dem bisherigen Recht geben. Der Europäische Gerichtshof habe vor dem Hintergrund des assoziationsrechtlichen Diskriminierungsverbots bereits mehrfach Gebühren für Aufenthaltstitel türkischer Staatsangehöriger als zu hoch und mit dem Assoziationsrecht unvereinbar erklärt.
Im März 2013 hat das Bundesverwaltungsgericht entschieden, dass Gebühren für Aufenthaltsdokumente für türkische Staatsangehörige gegenüber Gebühren für vergleichbare Dokumente, die Unionsbürger erhalten, unverhältnismäßig hoch seien und gegen das Assoziationsrecht verstießen. Im Ausgangsfall ging es unter anderem um eine Niederlassungserlaubnis eines türkischen Staatsangehörigen, für die 135 Euro verlangt wurden, während die Ausstellung einer Aufenthaltskarte für ausländische Familienangehörige eines Unionsbürgers lediglich 28,80 Euro kostet. Der Entscheidung des Bundesverwaltungsgerichts wurde mit Wirkung vom 10. Mai 2014 mit einem neuen § 52a AufenthV Rechnung getragen.